# Bohdan Hawrylyshyn

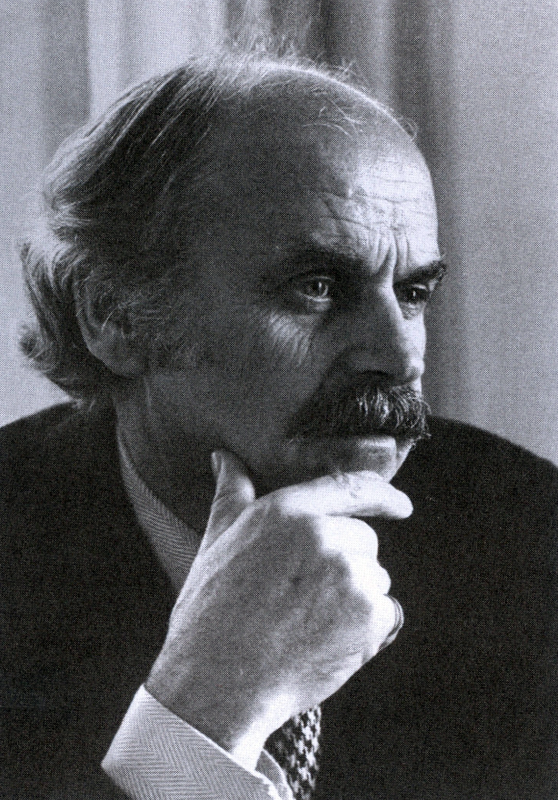
Bohdan Hawrylyshyn 2012

Bohdan Dmytrowytsch Hawrylyshyn (ukrainisch Богдан Дмитрович Гаврилишин; * 21. Oktober 1926 in Koropez, Polen, heute Ukraine; † 24. Oktober 2016 in Kiew) war ein ukrainisch-kanadischer Wirtschaftswissenschaftler.

## Leben und Wirken
Während des Zweiten Weltkriegs kam er nach Deutschland, wo er später als Flüchtling seine Schulausbildung abgeschlossen hat. Im Jahr 1947 ist er nach Kanada ausgewandert, wo er zunächst als Holzfäller, später als Kellner gearbeitet hat und als erster Nachkriegs-Einwanderer an der Universität Toronto aufgenommen wurde. Im Jahr 1952 erhielt er einen Abschluss als Ingenieur, im Jahr 1954 seinen Master-Abschluss. Als Mitarbeiter eines multinationalen Unternehmens wurde er für ein Jahr zum Studium am International Management Institute in die Schweiz geschickt.
1960 kehrte er als Mitarbeiter zum International Management Institute, jetzt International Institute for Management Development zurück, wo er als Studienleiter und Professor in den Bereichen Wirtschaft, internationale Unternehmensführung und Public Administration arbeitete und lehrte. In den Jahren 1968 bis 1986 war er Direktor des Instituts. Im Jahr 1976 wurde er zum Doktor der Wirtschaftswissenschaften der Universität Genf promoviert. Ferner bekam er in den Jahren 1984 und 1986 Ehrendoktorwürden von den Universitäten York University und Alberta University (beide in Kanada) verliehen.
1972 wurde er als Mitglied in den Club of Rome gewählt.
Bohdan Hawrylyshyn war Redner, Moderator und Vorsitzender auf internationalen Konferenzen und Seminaren in über 70 Ländern. Er ist Autor von mehr als 100 Publikationen zum Thema Management, Managerausbildung, politisches und wirtschaftliches Umfeld. Sein Bericht für den Club of Rome „Road Maps to the Future – Towards more effective societies“ erschien 1980 und wurde in sieben Sprachen übersetzt.
Nach der Unabhängigkeit der Ukraine im Jahre 1991 war er als Berater für verschiedene Ministerpräsidenten und Staatspräsidenten der Ukraine tätig. Hawrylyshyn starb drei Tage nach seinem 90. Geburtstag in seiner Kiewer Wohnung im Kreise seiner Familie.

## Veröffentlichungen
- Road Maps to the Future – Towards more effective societies. m-y books Ltd, 2009, ISBN 9781905553501

## Ehrungen
Bohdan Hawrylyshyn, der Honorarkonsul der Ukraine in Genf und auswärtiges Mitglied der Nationalen Akademie der Wissenschaften der Ukraine ist, erhielt zahlreiche Ehrungen. Darunter:
- 1991 Antonowytsch-Preis
- 1996 ukrainischer Verdienstorden 3. Klasse[5]
- 2005 Orden des Fürsten Jaroslaw des Weisen 5. Klasse[6]
- 2016 erhielt er an seinem 90. Geburtstag den ukrainischen Orden der Freiheit[7].